# Euoniticellus tai
Euoniticellus tai là một loài bọ cánh cứng trong họ Bọ hung (Scarabaeidae).